# بخش کنکان
بخش کنکان (به انگلیسی: Konkan division) یک منطقهٔ مسکونی در هند است که در مهاراشترا واقع شده‌است.